# Tratado de assistência jurídica mútua
Um tratado de assistência jurídica mútua (M-LAT na sigla em inglês) é um acordo entre dois ou mais países, para fins de coleta e troca de informações em um esforço para impor público ou criminal leis.
Os estados modernos têm desenvolvido mecanismos para a solicitação e obtenção de provas para investigações criminais e processos judiciais. Quando as provas ou outras formas de assistência jurídica, tais como depoimentos de testemunhas ou o serviço de documentos, são necessários a partir de uma soberania estrangeira, os estados podem tentar colaborar informalmente, por meio de suas respectivas agências de polícia ou, de forma alternativa, recorrer ao que é normalmente referido como pedidos de "assistência jurídica mútua." A prática da assistência jurídica mútua é desenvolvida a partir da cortesia, baseada no sistema da carta rogatória, que agora é muito mais comum nos Estados, da assistência jurídica mútua e solicitações diretamente para a designada Autoridade Central dentro de cada estado. Na prática contemporânea, tais solicitações podem ser feitas ainda com base na reciprocidade, mas também pode ser feito nos termos de tratados bilaterais e multilaterais que obriga os países a fornecer assistência.
Esta assistência pode assumir a forma de análise e identificação de pessoas, lugares e coisas, pena de transferências, e a prestação de assistência com a imobilização dos instrumentos de atividade criminosa. Com relação a este último, os MLATs entre os Estados Unidos e as nações caribenhas não cobrem a evasão fiscal, e são, portanto, ineficazes quando aplicadas àqueles países, que costumam atuar como "paraísos fiscais".
A assistência pode ser negada por qualquer país (de acordo com o acordo detalhes) por razões políticas ou  de segurança, ou se o crime em questão não é igualmente punível em ambos os países. Alguns tratados podem incentivar assistência com apoio jurídico para os cidadãos nacionais de outros países.
Muitos países são capazes de fornecer uma ampla gama de assistência jurídica mútua para outros países através de seus ministérios de justiça, mesmo na ausência de um tratado, através de investigações conjuntas entre a aplicação da lei em ambos os países, a emergência de divulgação de pedidos, cartas rogatórias, etc. Em alguns países em desenvolvimento, no entanto, as leis internas, na verdade, podem criar obstáculos para a efetiva aplicação da lei de cooperação e assistência judiciária mútua.

## Exemplos de acordos multilaterais MLATs
- Convenção relativa à Assistência Administrativa Mútua em Matéria Tributária
- Convenção europeia de Informação sobre o Direito Estrangeiro
- Convenção europeia de Auxílio judiciário Mútuo em Matéria Penal
- Convenção europeia sobre o Internacional Validade de Sentenças Penais
- Convenção interamericana sobre Assistência Mútua em Matéria Penal[2]
- Convenção das Nações unidas contra o Crime Organizado Transnacional